# Esperanza Farrera
Esperança Farrera i Granja (Tirvia, 2 de junio de 1949) es una abogada y política española, diputada al Congreso de los Diputados en la VIII Legislatura. 
Licenciada en derecho, trabaja como técnica de estructuras del sector agrario. Ha militado en la Unió de Pagesos de la Puebla de Segur y ha sido bastante activa en el tejido social de la comarca. En las elecciones municipales españolas de 2007 fue concejal del Ayuntamiento de Puebla de Segur por el PSC-PSOE y consejera al Consejo Comarcal del Pallars Jussá. Fue escogida diputada por la Provincia de Lérida en las elecciones generales españolas de 2004.